# Cumella (Cumella) enigmatica
Cumella (Cumella) enigmatica is een zeekommasoort uit de familie van de Nannastacidae. De wetenschappelijke naam van de soort is voor het eerst geldig gepubliceerd in 1988 door Ledoyer.